# 気仙沼市立松岩小学校
気仙沼市立松岩小学校（けせんぬましりつ まついわしょうがっこう）は、宮城県気仙沼市松崎にある公立小学校。

## 概要
2007年（平成19年）4月、小学校高学年教科担任制モデル事業の指定校（宮城県教育委員会・気仙沼市教育委員会指定3か年）。2008年（平成20年）10月、ユネスコスクールに加盟する 。

## 沿革

### 略歴
1873年（明治6年）4月1日、松岩寺（松崎村）に松崎小学校を開校する。その後、1953年（昭和28年）6月1日、気仙沼市制施行により、気仙沼市立松岩小学校と改称する。

### 年表
出典
- 1873年（明治6年）4月1日 - 松岩寺に松崎小学校を開校する
- 1875年（明治8年）10月17日 - 松崎村と赤岩村が合併して松岩村となる
- 1883年（明治16年）7月13日 - 老松小学校（旧赤岩村）と合併、現在地に移転し松岩小学校と改称
- 1908年（明治41年）4月1日 - 高等科を併設
- 1922年（大正11年）7月30日 - 中央校舎完成
- 1953年（昭和28年）6月1日 - 気仙沼町と松岩村の合併により気仙沼市となり、気仙沼市立松岩小学校と改称
- 1965年（昭和40年）11月25日 - プール完成
- 1974年（昭和49年）1月31日 - 新築校舎完成
- 1979年（昭和54年）11月7日 - 体育館完成
- 1984年（昭和59年）3月31日 - 面瀬小学校の開校に伴い、尾崎、零田、高谷、鶴巻、上沢地区児童の転学
- 1998年（平成10年）4月1日 - 知的障害特殊学級（たんぽぽ）創設
- 1999年（平成11年）4月1日 - 言語障害通級指導教室（ことばの教室）創設
- 2000年（平成12年）4月1日 - 心をはぐくむ教育推進校（宮城県教育委員会指定）
- 2001年（平成13年）4月1日 -  福祉教育・ボランティア学習推進協力事業指定校（3か年）
- 2002年（平成14年）4月1日 -  少人数指導調査協力校
- 2003年（平成15年）4月1日 -  学力向上フロンティアスクール 文部科学省・気仙沼市教育委員会指定（2か年）
- 2004年（平成16年）4月1日 -  小中連携教育実践研究事業 文部科学省・気仙沼市教育委員会指定（2か年）
- 2005年（平成17年）4月1日 - 情緒障害特殊学級（ひまわり）創設
- 2006年（平成18年）4月1日 - 特別支援教育の開始
- 2007年（平成19年）4月1日 - 小学校高学年教科担任制モデル事業 宮城県教育委員会・気仙沼市教育委員会指定（3か年）
- 2008年（平成20年）10月24日 - ユネスコスクール加盟
- 2011年（平成23年）3月11日 - 東日本大震災発生（4月22日の学校再開まで臨時休校）
- 2024年 -「海と生きる」を学び、地域と共に未来を描く力（海洋リテラシーfor気仙沼を含む）を育む海洋教育に参加[3]

## 教育目標
志を持ち、かしこく、やさしく、たくましく生きる児童の育成

## 学校行事
| - 4月 １学期始業式、入学式 - 5月 - 6月 | - 7月 - 8月 - 9月 | - 10月 １学期終業式、２学期始業式 - 11月 - 12月 | - 1月 - 2月 - 3月 6年生を送る会、卒業式、修了式 |

## 通学区域
- 気仙沼市（行政区）[4]
  - 片浜区・古谷館区・松崎五駄鱈区・浦田区・後沢1区・後沢2区・後沢3区・石兜区・杉ノ沢区・舘森区・赤岩五駄鱈区・赤岩区・老松区・前浜区・三峰区・牧沢区・牧沢2区・平貝区・金取区・羽田区・水梨区・前田区・大石倉区

## 進学先中学校
- 気仙沼市立松岩中学校

## 学区内の主な施設
- 宮城県立気仙沼支援学校
- 気仙沼市松岩公民館
- 気仙沼港インターチェンジ
- 国道45号
- 県道26号
- 松岩郵便局
- 松崎尾崎防災公園
- 松岩寺
- 松岩漁港

## 交通
- 市民バス松岩線（金取系統） 
  - 松岩 停留所から徒歩約1分